# Distretto di San Francisco (Perù)
Il distretto di San Francisco è uno degli otto distretti della provincia di Ambo, in Perù. Si trova nella regione di Huánuco e si estende su una superficie di 121.21 chilometri quadrati.